# Mestre Eckhart

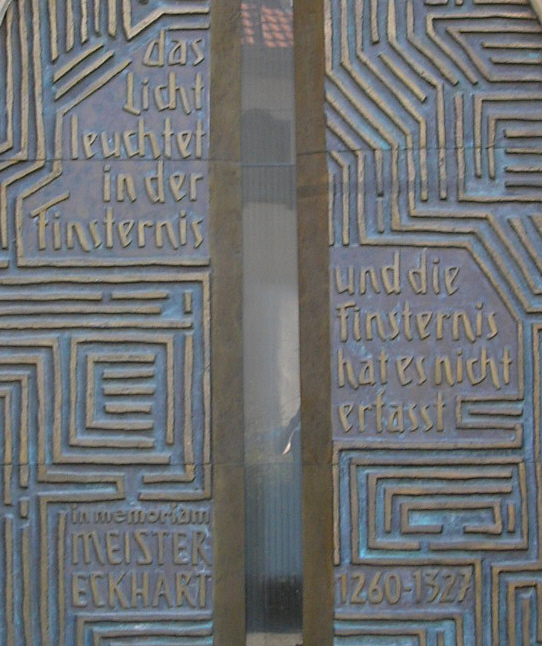
El portal del Mestre Eckhart (Meister Eckhart) de l'església d'Erfurt.

Eckhart de Hochheim O.P. (Turíngia, c.1260 - Colònia, 1328), més conegut arreu del món com a Mestre Eckhart, en reconeixement dels mèrits acadèmics assolits durant la seva estada a la Universitat de París, fou un frare dominic alemany, teòleg, filòsof i músic, conegut també per les seves visions místiques.
Aconseguí prominència durant la decadència del papat d'Avinyó, en un temps de grans tensions entre els franciscans i l'orde dels dominics. Fou acusat de diversos càrrecs davant de la Inquisició local, dirigida per franciscans. Acusat d'heretgia pel Papa Joan XXII, la seva "Defensa" és famosa pels seus arguments raonats a tots els punts del seu escrit, i la refutació de la seva heretgia. En aparença, va morir abans que s'arribés a un veredicte, tot i que no hi ha constància de la seva mort ni que mai s'hagi trobat el lloc on va ser enterrat.
Fou ben conegut pel seu treball amb grups piadosos laics com els "Amics de Déu". El succeïren els seus deixebles, més circumspectes, John Tauler i Henry Suso. En els últims anys, el Mestre Eckhart ha estat molt revalorat i seguit: en el seu estudi sobre l'humanisme medieval, Richard Southern l'inclou, juntament amb Bede i Sant Anselm, com a emblema de l'esperit intel·lectual de les darreries de l'edat mitjana.

## Vida

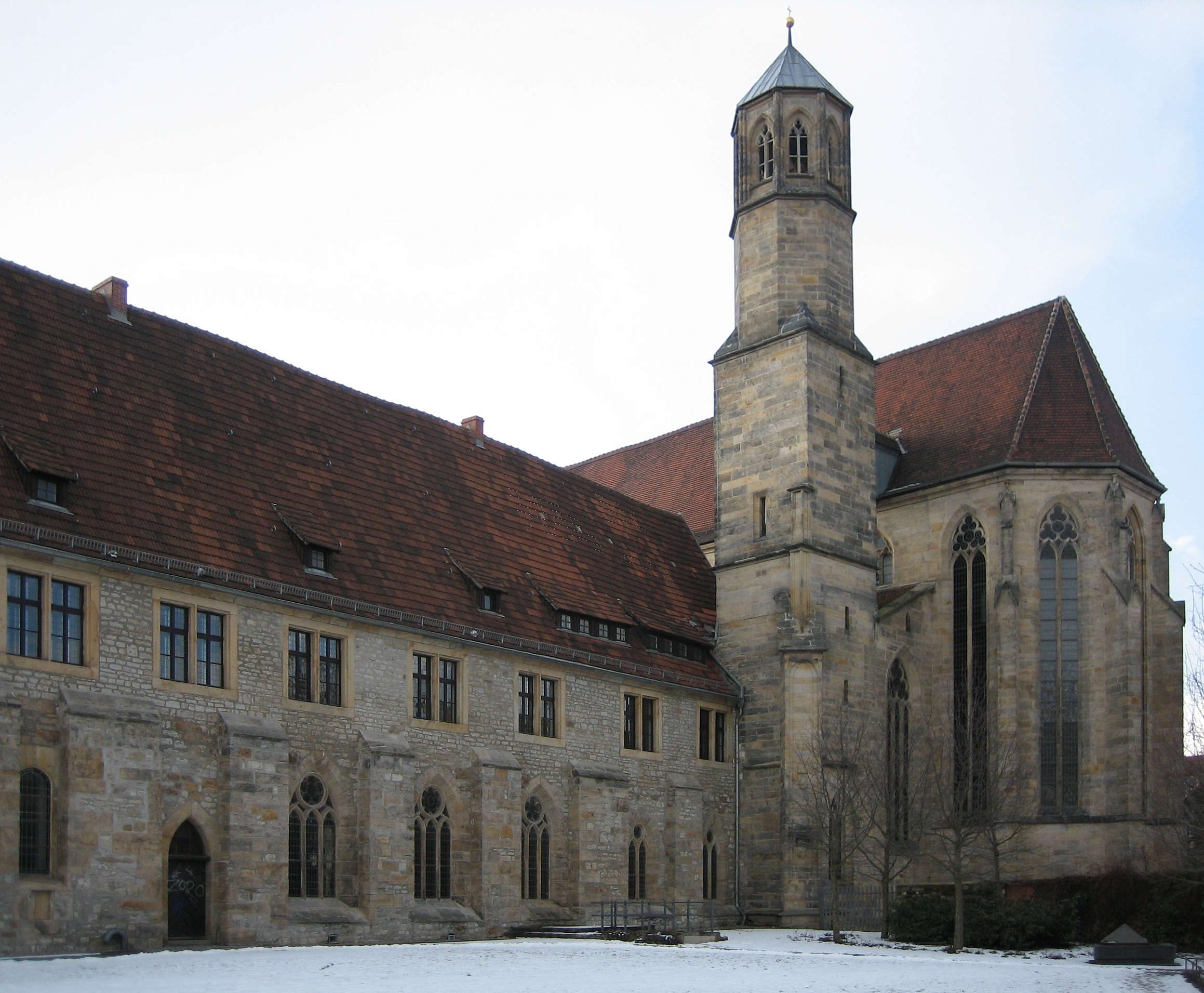
Antiga església i monestir dels dominics a Erfurt. Després de la Reforma va convertir-se en un temple protestant.

Es tenen molt poques notícies sobre la seva vida abans del 1290. Fins a la dècada del 2000 es creia que havia nascut a Hockheim, prop de Gotha, però uns estudis posteriors semblen demostrar que més aviat va néixer a Tambach. Sembla també provat que el seu nom era Eckhart (no el seu cognom) i que mai no tingué el nom de Joan com es pensà durant molt de temps. Entrà molt jove a l'Orde de Predicadors a Erfurt. Hom creu que després va traslladar-se a l'studium generale de Colònia, on es familiaritzà amb els escrits del Pseudo-Dionís i els comentaris de Sant Albert el Gran. Obtingué el grau de batxiller en teologia a la Universitat de París durant el bienni 1292-1293. D'aquest període data, com per a qualsevol estudiant que volgués obtenir el títol de lector sententiarum, un comentari seu a les Sentències de Pere Llombard.
Fou escollit prior a Erfurt i vicari provincial de Turíngia el 1294. El 1300 es convertí en professor de teologia a la Universitat de París, allà debaté contra les idees de Joan Duns Escot i de Gonsalvus Hispanus. El 1303, després d'aconseguir el títol de magister sacrae theologiae, fou expulsat del regne per Felip IV, probablement per haver-se negat a promoure un concili contra Bonifaci VIII.
Els religiosos de la nova província de Saxònia l'elegiren provincial el 1304, càrrec que ocupà fins al 1311. Aquest període el dedicà a visitar els convents de l'orde movent-se per tota l'extensa província. D'aquests anys és l'única carta que es conserva d'Eckhart, un escrit de l'11 de setembre del 1305 dirigit al senat de la ciutat de Göttingen on els assegura que els dominics no ampliarien l'extensió de llurs possessions a la zona. El 1310, la província de Teutònia l'escollí provincial, però el capítol general de Nàpols del 1311 en rebutjà el nomenament. Aquest any tornà a París per continuar ensenyant-hi i comentant la Bíblia. Només Tomàs d'Aquino havia exercit dues vegades com a magister a París, cosa que dona prova de la fama de què gaudia Eckhart entre els seus correligionaris. Des del 1314 varen confiar-li l'atenció de la branca femenina de l'orde com a vicari general. Allà va familiaritzar-se amb els corrents del misticisme que s'havien desenvolupat a Alemanya aleshores i es dedicà intensament a la predicació. El 1314 anà com a director de l'studium generale a Estrasburg i des del 1324 de l'studium de Colònia.

### Inquisició i condemna
Colònia fou objecte de la visita d'un legat pontifici, Nicolau d'Estrasburg, durant la qual alguns dominics acusaren Eckhart de sostenir tesis herètiques. Es dugué a terme una investigació, requerida pel capítol general dominic del 1325, que conclogué afirmant la innocència del Mestre. Tanmateix, l'arquebisbe de Colònia, Enric II de Virnenburg, que planejava una campanya contra les beguines i contra els Germans del Lliure Esperit, no content amb la investigació n'inicià una altra, després d'una nova denúncia per part d'uns altres dos dominics, Ermanno de Summo i Guillem de Nidecken. Autors com Vannini pensen que un conflicte in crescendo entre franciscans i dominics fou part important dels motius per a tal procés. El 1326 la comissió dedicada a l'estudi de la seva doctrina, formada per un pare dominic i un canonge de la catedral de Colònia, manifestà que trobava sospitoses d'heretgia 49 proposicions presents en l'obra Liber benedictus d'Eckhart. Ell se'n defensà indicant que alguns d'elles no corresponien al seu pensament, tot explicant la seva postura sobre les restants i excusant-se de l'èmfasi donat a algunes expressions que podien ser malinterpretades. A més a més, feu èmfasi en la incompetència del tribunal, a causa del privilegi d'exempció de què gaudia l'Orde de Predicadors. La comissió, pel que sembla sense considerar la defensa d'Eckhart, amplià a 59 les proposicions condemnables, aquesta vegada preses de sermons pronunciats en llengua vulgar i Eckhart tornà a defensar-se de la mateixa manera, tot i que aquest cop acusà d'«indoctes, ignorants, tarats i bords» els seus acusadors, afegint-hi que es dedicaven a condemnar el que no arribaven a comprendre, atès que —sempre segons Eckhart— l'heretgia no és només un error, sinó també el fet de persistir-hi. Un any després, el 13 de febrer del 1327, pronuncià una professió pública de fe, que havia estat preparada pels inquisidors, però alhora apel·là al Romà Pontífex per a l'estudi del seu cas indicant que es rendiria al que el Papa afirmés del seu treball. La seva defensa fou llegida en llatí pel seu correligionari Conrad de Halberstadt, qui després deixà la paraula al propi Eckhart que repetí el mateix text, però traduït a l'alemany.
Nou dies després, emperò, el tribunal episcopal rebutjà l'apel·lació al Papa. Abans que el procés continués, Eckhart partí cap a Avinyó juntament amb el provincial de Teutònia, Enric de Cigne (abans confessor de la cort de Joan XXII) i d'altres teòlegs de l'orde. Així doncs, durant els anys 1327 i 1328 el procés es desenvolupà a Avinyó.
Quan arribà la resposta del Papa Joan XXII, amb la butlla In agro dominico el 1329, Eckhart ja havia mort. El text papal, que tenia per data el 27 de març del 1329, numera i exposa 26 proposicions preses dels escrits d'Eckhart i a continuació unes altres dues que hauria predicat. Després indica que les primeres quinze proposicions i les dues últimes «sigui pels termes que empra, sigui per la connexió dels seus continguts, contenen errors i la taca de l'heretgia»; en canvi, els articles restants serien «perillosos en l'expressió, molt temeraris i sospitosos d'heretgia, malgrat que, mitjançant molts aclariments i explicacions, poden rebre o tenir un sentit catòlic». Hi afegeix que, amb la finalitat que tals idees no perjudiquessin la fe de la gent senzilla, condemna i reprova les primeres quinze proposicions i les dues últimes com herètiques; i les restants com sospitoses.
De manera curiosa el text de la butlla no pren en consideració l'apologia pronunciada per Eckhart. Se sap que part de la investigació fou duta a terme pel cardenal Jacques Fournier, després Papa Benet XII, qui ja havia participat com a perit en les condemnes de Pèire Olieu i Guillem d'Ockham. La butlla només tingué efecte a la província eclesiàstica de Colònia, tot i que el procés fou seguit amb interès per qui es trobaven aleshores a Avinyó.
El 1926 es publicà una col·lecció de documents relacionats amb el procés realitzat a Colònia contra Eckhart. Tot i que es pensà al principi que es tractava d'una sola obra, anomenada Verteidigungsschrift (Escrit de defensa) i que, per tant, eren les notes del procés des del punt de vista d'Eckhart, l'estudi dels seus continguts mostra que és més aviat una col·lecció de texts. De fet conté:
- Les actes de la primera audiència d'Eckhart davant la comissió arquebisbal amb dues intervencions del Mestre i la seva resposta sobre les primeres 49 proposicions.
- La llista, en llatí, de les 49 proposicions.
- La llista, sempre en llatí, de les altres 59 proposicions amb les respostes del propi Eckhart a cadascuna d'elles.
- Un text redactat per Eckhart on acusa els denunciants.[16]

El 1935 es publicà la respectiva compilació sobre el procés dut a terme a Avinyó. La lectura reposada d'aquests texts mostra, com ja subratllà Ruh, que la condemna no era tant a la seva tasca com a teòleg, sinó com a predicador en llengua vernacla, ço és, al suposat perill que predicacions d'un nivell teològic i filosòfic tan elevat representava en les ments, potser poc preparades, dels seus oients. Això explica també que la condemna s'hagi fet pública i efectiva només a l'arxidiòcesi de Colònia.

## Obra
Eckhart fou un dels més influents teòlegs de l'edat mitjana, malgrat la fama d'heterodòxia de les seves obres, en les quals la influència neoplatònica hi és ben tangible.
Es conserven obres d'Eckhart escrites en llatí i en alemany, tot i que cap autògraf. Fins als treballs d'investigació d'Henri Denifle el 1880 es coneixien només algunes obres amb sermons i tractats menors, i mencions a la resta de la seva obra àdhuc en autors com Nicolau de Cusa. Denifle descobrí les seves obres de més pes com l'Opus tripartitum i la Collatio in libros Sententiarum. La seva troballa donà lloc a un renaixement de l'interès per Eckhart, del qual s'havien conservat fins al moment només sermons escrits en llengua vernacla i els comentaris d'altres autors.
Les obres en llatí són de caràcter especulatiu i destinades a l'ensenyament. Hi ha entre elles el Tractat sobre l'oració dominical, els Comentaris als llibres de les Sentències i les Quaestiones parisienses. A aquests cal afegir-hi 58 sermons i fragments dispersos en obres d'altres autors que el citen.
La seva obra en alemany va contribuir a formular una llengua pròpia per tractar temes filosòfics o teològics, cosa que li valgué el títol de «creador de la prosa alemanya». Això no obstant, tot i que la seva intenció era poder arribar amb això també a les persones de menor educació o formació, els escrits en llengua vulgar es prestaven amb més facilitat a ser malinterpretats. Les seves obres en alemany són en general tractats i sermons.
Quant a les seves fonts, a més de les pròpies d'un mestre de teologia (és a dir, la Bíblia), empra amb agilitat els comentaris de les obres d'Aristòtil realitzats pels seus correligionaris Albert Magne i Tomàs d'Aquino. També empra texts d'Aristòtil, tot i que la seva adhesió a la filosofia aristotèlica fou tema de debat. El món neoplatònic del Liber de causis queda temperat i «batejat» per autors com Agustí d'Hipona i Pseudo-Dionís, que Eckhart també empra i coneix. També cita sovint Boeci.

### Obra en llatí

#### Opus tripartitum
L' Opus tripartitum és una mena de «Suma de teologia» concebuda —com el seu nom indica— en tres parts: (1) l' Opus propositionum, dedicat a les proposicions que serien examinades pel teòleg; (2) l'Opus quaestionum, en forma de quaestio per resoldre els problemes ocasionals que sorgien de la primera; i (3) l' Opus expositionum, destinat a un comentari de tots els llibres de la Bíblia. La formulació d'aquest esquema era notòriament nou en un ambient acadèmic on es privilegiava la forma de la quaestio. Malauradament, de tot aquest treball —si és que mai es va completar— només se'n conserva el pròleg de l'obra, pel que se sap el seu pla general, i alguns comentaris pertanyents a la tercera part: dos comentaris al llibre del Gènesi i uns altres al de l'Èxode, al Siràcida, al Llibre de la Saviesa i a l'Evangeli segons Joan.
Segons el pla de l'obra i un exemple de desenvolupament que va introduir el propi Eckhart, l'Opus propositionum havia de mostrar la identitat de l'ésser amb Déu, seguint el model de la Institutio theologica de Procle. El programa incloïa un esquema de 14 tractats amb més de mil proposicions en total. I, com recorda el propi Eckhart, atès que conèixer quelcom és alhora conèixer el seu contrari, els temes de les proposicions es presenten en parelles: caritat i pecat, ésser i essència, etc.
L'Opus quaestionum, en canvi, havia de seguir l'esquema de la Summa Teològica de Tomàs d'Aquino, tot i que menys exhaustiu car el pla era tractar més aviat, com s'ha dit anteriorment, unes problemàtiques que sorgien de la part expositiva-propositiva.
Quant a l' Opus expositionum, sempre segons el propi Eckhart, el seu model fou el comentari de Sant Agustí als primers llibres de la Bíblia, així com la seva obra 83 qüestions diverses i l' A Orosi. La idea era recórrer els texts presentant tant la interpretació literal com l'anagògica o moral. Aquí va introduir, a manera d'Opus sermonum, els texts d'alguns sermons que ja havia preparat i pronunciat en llatí per a mestres i estudiants.
Entre els seus comentaris bíblics, són famosos els seus canvis de perspectiva en relació amb alguns passatges de l'Evangeli. Per exemple, en comentar el text de l'Evangeli segons Joan on es menciona que Pere i Joan havien corregut junts al sepulcre, però que Joan havent-hi arribat primer no va atrevir-se a entrar-hi fins que hi arribà Pere, qui entrà primer al sepulcre, Eckhart —contràriament a tota la tradició exegètica— indica que Pere simbolitza l'enteniment i Joan la voluntat i que, atès que sense coneixement no hi ha amor, és el coneixement qui ha d'entrar primer perquè es doni l'amor de la voluntat. Al passatge referit a Marta i Maria, el comentari d'Eckhart no només contradiu l'exegesi tradicional, sinó també la literalitat del text evangèlic quan comentar que en realitat la millor opció correspon a Marta, qui va unir l'aspecte contemplatiu a l'actiu en la seva manera d'actuar.

#### Quaestiones parisienses
Es tracta de cinc quaestiones que segueixen el model propi de les universitats del temps per discutir temes controvertits. Tres d'elles del primer període en què Eckhart fou mestre de la Universitat de París (ço és, els anys 1302-1303). Les altres dues —cal dir que s'ha dubtat de l'atribució— del segon període, 1311-1314. En aquestes s'hi allunya del a doctrina tomista ensenyada aleshores, sobretot en el punt de la primacia del pensar sobre l'ésser en Déu. Hi ha idees i arguments del pensament d'Eckhart que només es troben en aquestes quaestiones.
Els temes de les qüestions són els següents:
- Si en Déu s'identifiquen l'ésser i el comprendre.[28]
- Si el comprendre de l'àngel, quant a l'acció, és el seu propi ésser.[29]
- Si la lloança de Déu al cel és més noble que el seu amor a la terra.[30]
- Si l'existència d'un moviment sense terme implica alguna contradicció.[31]
- Si les formes dels elements quedaren en el cos de Crist quan va morir a la creu.[32]

El text de les primeres tres quaestiones fou descobert a la Biblioteca d'Avinyó el 1927. La tercera té el text de la resposta donada per un mestre Gonsalvus, franciscà, però que no s'ha de confondre amb el mestre Gonsalvus Hispanus i al marge, i amb el títol de Rationes Equardi. Els texts de les quaestiones quart i cinquè es trobaren en un manuscrit de la Biblioteca Vaticana.

#### Sermons
També és deu a Denifle el descobriment d'aquests sermons en un còdex de la Biblioteca de Cusa. El copista comet errors en la transcripció que foren corregits, per mitjà de notes al marge realitzades per Nicolau de Cusa. Els manuscrits semblen contenir un esborrany o la base emprada per als sermons. No se sap si la intenció era emprar-los com a apunts de predicació o bé com a font per a l'elaboració d'una col·lecció de sermons.
Tanmateix, es discuteix si realment es tracta d'aquesta obra. El que sí és inqüestionable és la condició preparatòria o incomplerta dels texts, atès que, de vegades, quan s'anuncien un esquema o diverses parts del sermó, després al llarg del text no es troba o se'n segueix un altre. D'altres vegades deixa iniciat un tema i indica Exposa tal cosa o mira «actio», la qual cosa fa suposar l'ús d'una mena de diccionari personal de termes filosòfics. De la mateixa manera, es tracta de «sermons universitaris», ço és, destinats a persones cultes i preparades, cosa que es descobreix no només per l'ús de la llengua llatina, sinó també per la forma literària que presenten, que segueix en diverses ocasions l'anomenat color rithmicus (finals de paràgraf que rimen amb els anteriors) i la divisió tripartita, pròpia del sermó culte.
Quant a les fonts, el treball intertextual per a l'edició crítica ha mostrat que més que utilitzar els texts que cita, Eckhart es valia de florilegis o antologies contemporànies.
La forma de presentar el sermó també és interessant i indicativa, car després de presentar el text que comentarà, el relaciona amb altres escrits bíblics de manera força arbitrària, tot i que significativa sobre la seva manera de pensar i sobre els texts que Eckhart dominava millor. D'altra banda, els esquemes són variats: en algunes ocasions presenta un petit tractat o comentari paraula per paraula als versets escollits per a la predicació, d'altres s'atura en una sola paraula, d'altres el comentari pren forma de quaestio o de resposta magistral.
El sermó llatí més antic que es conserva és el predicat el 18 d'abril del 1294 a París amb motiu de la Pasqua.

### Obra en alemany

#### Tractats
Des de l'edició de Franz Pfeiffer es coneix com a Tractats alguns opuscles en llengua vulgar d'Eckhart.
Hi ha un grup, anomenat Discursos sobre el discerniment al títol original, però publicats com Instruccions espirituals, amb els seus ensenyaments a novicis de l'Orde de Predicadors o durant el seu període com a vicari a Turíngia, ço és, entre el 1294 i el 1298. Tot i que no entra en les temàtiques que després el faran controvertit sí hi enuncia les seves idees sobre la desafecció i sobre l'obra interior, com contraposada a l'exterior en la vida espiritual.
Després una obra composta per a INès d'Habsburg, que conté dos tractats: el Liber Benedictus i L'home noble. El Liber Benedictus és una obra a l'estil del De consolatione philosophiae de Boeci.
Sobre l'atribució a Eckhart d'un tercer tractat anomenat La desafecció hi ha dubtes, a causa que les afirmacions teològicament controvertides hi apareixen molt més ultrapassades i si s'haguessin conegut haurien estat utilitzades pel tribunal inquisitorial. Tanmateix, Quint ho introduí en la seva edició crítica de l'obra alemanya d'Eckhart.

#### Sermons
Es tracta de 113 sermons, 32 d'ells recollits en una col·lecció ja reunida en temps contemporanis al Mestre i escrits en llengua turíngia amb el títol Paradisus anime intelligentis. També sobre ells s'han donat dubtes d'autenticitat o atribució. S'agrupen d'acord amb el moment de la vida d'Eckhart en què foren escrits, és a dir, prevalentment: el temps en què fou prior a Erfurt, quan fou provincial i els períodes a Estrasburg i Colònia. Criden l'atenció pel fort contingut filosòfic i teològic, fins i tot quan l'elecció de l'alemany presagiava que el predicador es dirigia a estrats menys doctes de la població. Pel que sembla, però, Eckhart considerava que el seu auditori estava a l'altura d'aquests continguts.

## Idees
Com a membre de l'Orde de Predicadors, les doctrines d'Eckhart troben suport en la base teològica proporcionada per Tomàs d'Aquino; tanmateix, el component noeplatònic que havia introduït Tomàs en una ontologia fonamentalment aristotèlica —per exemple a través de la doctrina de la participació— adopta en Eckhart un caràcter molt més marcat, aproximant-se a les tesis que segles abans havia sostingut Joan Escot Eriúgena. És potser el més propi de la seva proposta de mística especulativa: d'una banda, la profunda unió de teologia, filosofia i mística pròpiament dita en una sola reflexió. D'una altra, la gairebé total manca de confidència o d'indicacions que facin pensar directament en una experiència personal d'unió amb Déu.
La teoria mística d'Eckhart pren diversos temes de l'espiritualitat patrística com la unió amb Déu i àdhuc la divinització de l'ànima, la separació del món, etc, però fent-los partir de reflexions de naturalesa teològico-filosòfica. Per això la seva particular forma de presentar la mística ha estat anomenada «mística especulativa» o, a partir dels ambients on neix i es desenvolupa, «mística renana». S'hi troben influències del tomisme que rebé a Colònia, de la seva experiència com a director de religioses dominiques i el neoplatonisme, que sempre estigué present en el seu pensament teològic.

### Déu
La característica principal de la teologia d'Eckhart és la fertilitat de Déu, de la sobreabundància d'amor del qual procedeix el Fill o Verb; aquesta sobreabundància, que és origen també de la creació del món, està estretament lligada al clàssic concepte neoplatònic d'emanació, encara que en la teologia d'Eckhart la creació del món és clarament un acte de voluntat diví i no una conseqüència necessària de la seva essència. Eckhart replica també la distinció d'Eriúgena entre natura naturans i natura naturata per distingir la divinitat única de Déu (el seu ésser absolut i inqualificat) de la seva expressió en la Trinitat, en què aquella es realitza i manifesta. Aquest procés —descrit en les seves obres més primerenques com les Quaestiones parisienses— el qualifica en una ocasió d'"autorevelació" de la Trinitat, va interessar profundament els idealistes, en especial Hegel, que hi veuria una prefiguració de les seves pròpies doctrines.
A l'Opus tripartitum, Eckhart hi abandona la teoria de la prioritat del conèixer sobre l'ésser, assumint plenament fins i tot la identificació de Déu amb l'Ésser i arribant a afirmar, amb Tomàs d'Aquino, que el propi conèixer sense l'ésser no és res. Tanmateix, fins aquí arriba el paral·lelisme de pensament entre Tomàs d'Aquino i el Mestre Eckhart, fins i tot quan hagi estat intentat un apropament més gran entre els dos autors per part de teòlegs del segle xx.
Assumeix a més a més la teologia apofàtica que només permet parlar de Déu en negatiu: és a dir, aquella forma d'expressar-se dels noms divins no diuen què és Déu, sinó més aviat què no és. Empra l'expressió Gott per referir-se al Déu cristià (Trinitat) i l'expressió Gottheit per parlar de l'essència divina, fins i tot quan aquest límit o distinció d'expressió, segons el pensament d'Eckhart, es deu a la manera limitada de pensar que té l'home.

### Origen del món
Diverses expressions d'Eckhart podrien fer pensar que sostenia l'eternitat del món:
| «                           | No es pot admetre que Déu és allà, esperant no se sap quin ésser que hauria de venir a crear el món. En el mateix instant en què Déu existí, i generà el Fill, Déu coetern i coessencial en totes les coses creà també el món. | » |
| — Segon comentari al Gènesi | |   |

Tanmateix, distingeix també la creació quant a la idea en la ment de Déu i la creació efectiva, subordinada al temps:
| «                         | Quan el Pare generà totes les criatures, llavors em generà, i jo vaig sortir d'ell amb totes les criatures i tanmateix, vaig romandre interiorment en el Pare. Com la paraula que ara pronuncio sorgeix en mi, en un segon moment m'aturo en la meva idea, en tercer lloc l'expresso i vosaltres la rebeu. Això no obstant, ella roman vertaderament en mi, de la mateixa manera jo romano en el Pare | » |
| — Sermó Ave, gratia plena | |   |

Aquesta teoria sobre les idees en la ment de Déu el porta també a afirmar que tot i que el Creador transcendeix tot, d'alguna manera és immanent a tot, com s'ha vist abans, però també que el mal no té cap grau de substancialitat: el dimoni és res, quant al mal, i els pecadors, per tant, tampoc no són res. Aquesta teoria també li serveix per mostrar la diferència radical de la criatura respecte de Déu, però també la seva semblança.

### La desafecció
La via proposta per Eckhart és, com en bona part de la mística, la d'una divinització. Si Déu és pura simplicitat, l'home ha d'intentar arribar o tornar el més prop d'ella, desfent-se de tot el que no sigui Ell mateix. A aquest procés de simplificació Eckhart l'anomena "desafecció", que no implica desentendre's completament del món, sinó tenir-lo o intentar tenir-lo com Déu mateix el té, tenir el punt de vista diví sobre tot el que no és Ell, i desprendre's de qualsevulla voluntat pròpia:
| «         | Tota la perfecció de l'home consisteix a allunyar-se i a desfer-se de la criatura; a comportar-se uniformement en i envers totes les coses, no ser abatut per les adversitats, no exaltar-se en la fortuna, no alegrar-se o témer o gaudir d'una cosa més que d'una altra... També si això sembla ardu i difícil, en canvi és absolutament lleu i necessari; lleu sobretot perquè quan s'ha tastat l'esperit, es perd el sabor de tota carn. De fet, l'incommensurable gust de Déu anul·la tota la resta. Secundàriament perquè, en efecte, per a qui estima de debò, totes les coses són un pur no-res fora de Déu, pel que fa a fora de l'ésser. | » |
| — Sermó 6 | |   |

La part de l'ànima on es dona aquest coneixement té diversos noms en la mística especulativa d'Eckhart: «fons de l'ànima», «àpex de la ment», «sindèresi» o «castell de l'ànima». En la mesura en què es buida, Déu la plena de si mateix i aquest és el sentit de la «divinització» a través de la desafecció o abandó. L'home desafectat serà l'home noble, que per això sent un gaudi profund i experimenta el vertader no-res de tot. Tot això no ho descobreix l'intel·lecte natural, per dir-ho així, sinó aquell separat (l'intel·lecte que no té res a veure amb les coses, segons l'expressió d'Anaxàgores que Eckhart empra sovint) i actiu que en realitat s'identifica amb la gràcia.

### El naixement del Verb
Eckhart entén la unió amb Déu per part de l'ànima, com una unió d'intenció que es dirigeix envers Déu. Rebutja com a impossible la idea d'un pensar continu en Déu, queda la via de posseir-lo en la seva essència, cosa que explica per mitjà d'imatges:
| «                            | De la mateixa manera, qui té una gran set pot fer diferents coses i tenir pensaments diversos sobre el beure, però independentment del que faci, o amb qui es trobi, independentment de la seva intenció, el seu pensament o la seva ocupació, la iamtge de la beguda no l'abandona durant el temps que li duri la set; i mentre més set en tingui, més intensa és la imatge de la beguda, més present, contínua, interior. | » |
| — Instruccions espirituals 6 | |   |

Aquesta presència del Verb en l'ànima, serà ―almenys per la forma en què probablement l'explicà― un dels punts que causaren acusacions d'heretgia, car hom pensà que afirmava que hi ha en l'ànima «quelcom increat» o àdhuc «increable». Ell mateix es defensarà d'aquesta acusació intentant aclarir el que volia expressar:
| «                                             | Mai no he afirmat que hi hagi en l'ànima quelcom que sigui increat o increable, perquè aleshores l'ànima estaria composta de [quelcom] creat i increat; més aviat he ensenyat i escrit tot el contrari. | » |
| — Declaració pública del 13 de febrer de 1327 | |   |

En realitat, com s'ha indicat anteriorment, aquesta presència del logos o el naixement del Verb en l'ànima és la gràcia o aquella forma d'entendre l'intel·lecte agent, separat de les coses que permet arribar a la «desafecció», sempre segons la via mística proposta per Eckhart.
Tanmateix, i en general, no admet un itinerari o una via gradual de possessió de Déu, com l'espiritualitat basada en el Pseudo-Dionís amb els tres graus de purificació, il·luminació i unió, fins i tot quan en el Discurs de l'home noble comenta la forma de sis graus desenvolupada per altres autors com Filó d'Alexandria, Agustí d'Hipona o Joan Clímac. Nogensmenys, en la resta de la seva obra no només aquesta graduació hi és absent, sinó també temes recurrents en altres autors com la necessitat de la creu. Això sembla mostrar una preferència de l'autor per la mística sobre l'ascètica. Fins i tot, potser cercant que quedés més clara la seva proposta mística, arriba a dir que quan l'home es desfà de tot, àdhuc del jo, experimenta la nuesa i el no-res i aquest no-res es torna envers Déu.